# Christijan Albers
Christijan Albers (16. duben 1979 Eindhoven, Nizozemsko ) je nizozemský automobilový závodník, bývalý pilot formule 1.

## Biografie

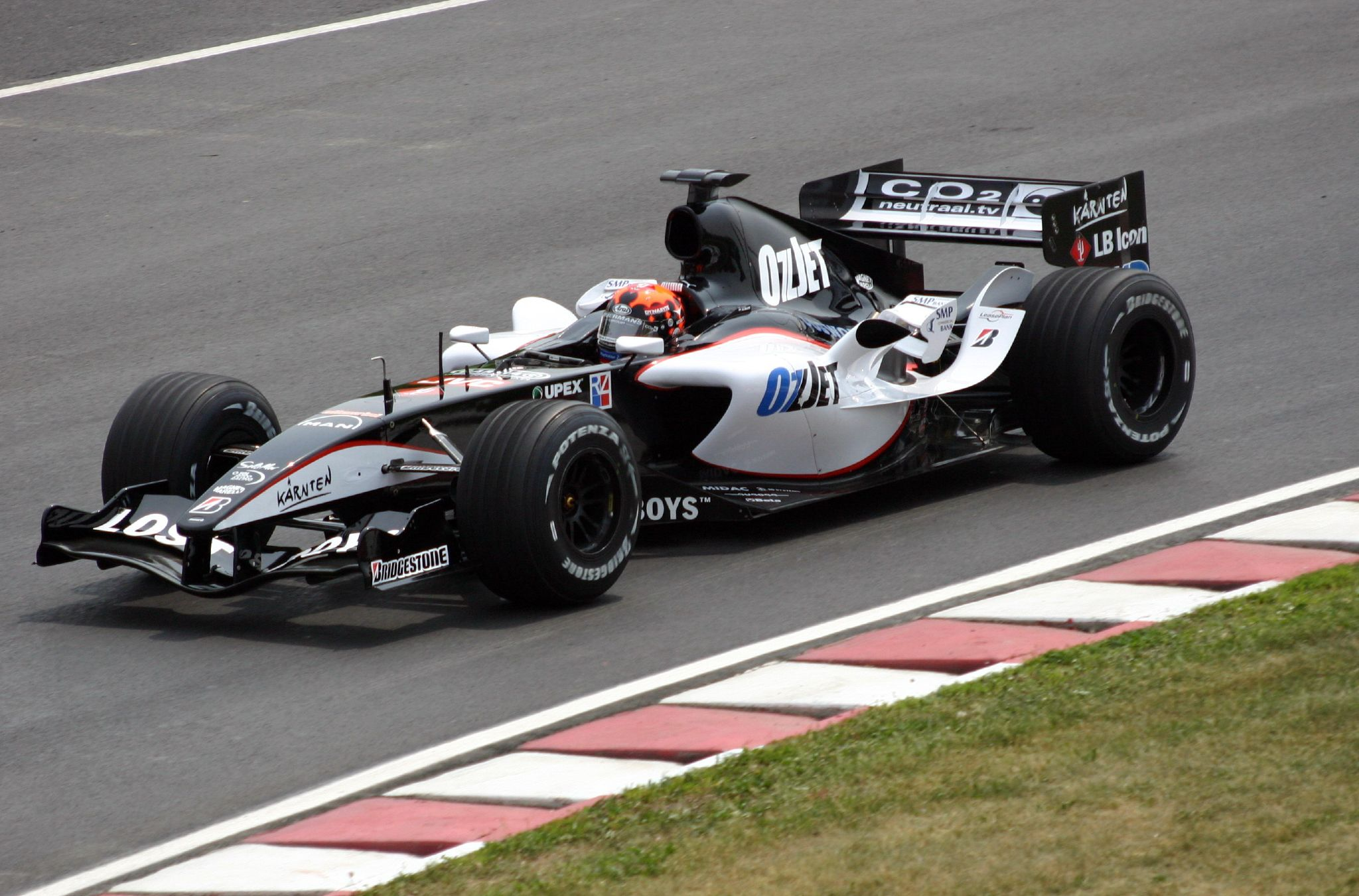
Albers v Minardi při Grand Prix Kanady 2005.

Christijan začínal na motokárách v jeho rodném Holandsku již v útlém věku a to mu vydrželo až do roku 1997, kdy se stal mistrem Holandska . Jeho kroky směřovaly do Formule Ford a v tom samém roce získal titul Mistra Belgie i Holandska. Pro rok 1998 si vybral německý šampionát formule 3 do týmu Van Amersfoort Racing a s vozem Dallara F398 Opel dvakrát zvítězil a to mu vyneslo konečné 5 místo se ziskem 120 bodů. Pro následující rok si vybral tým Opel Team Bertrand Schäfer a s novým modelem vozu Dallara získal titul německého šampióna, když dokázal zvítězit v 6 závodech. Ten rok si dojel i pro druhé místo ve vytrvalostním závodě ve Spa.

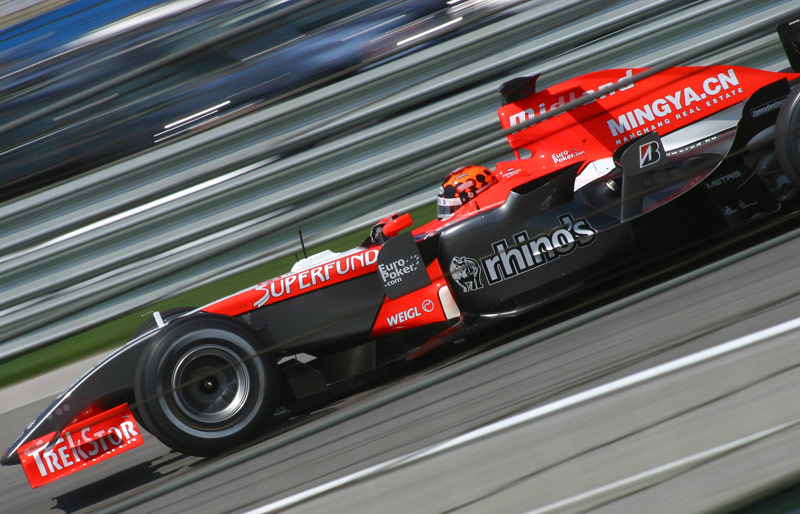
Albers v Midlandu při Grand Prix USA 2006.

Rok 2000 je velkým zklamáním a jeho působení ve Formuli 3000 v týmu European Arrows Lola T99/50 Zytek nepřináší zisk bodů a plánovaný přestup do Formule 1. Proto pro následující 4 roky opouští formulové vozy a soustředí se jen na sérii cestovních vozů DTM. V roce 2001 získává místo testovacího jezdce Minardi a konečně v roce 2005 vytoužené místo ve Formuli 1.

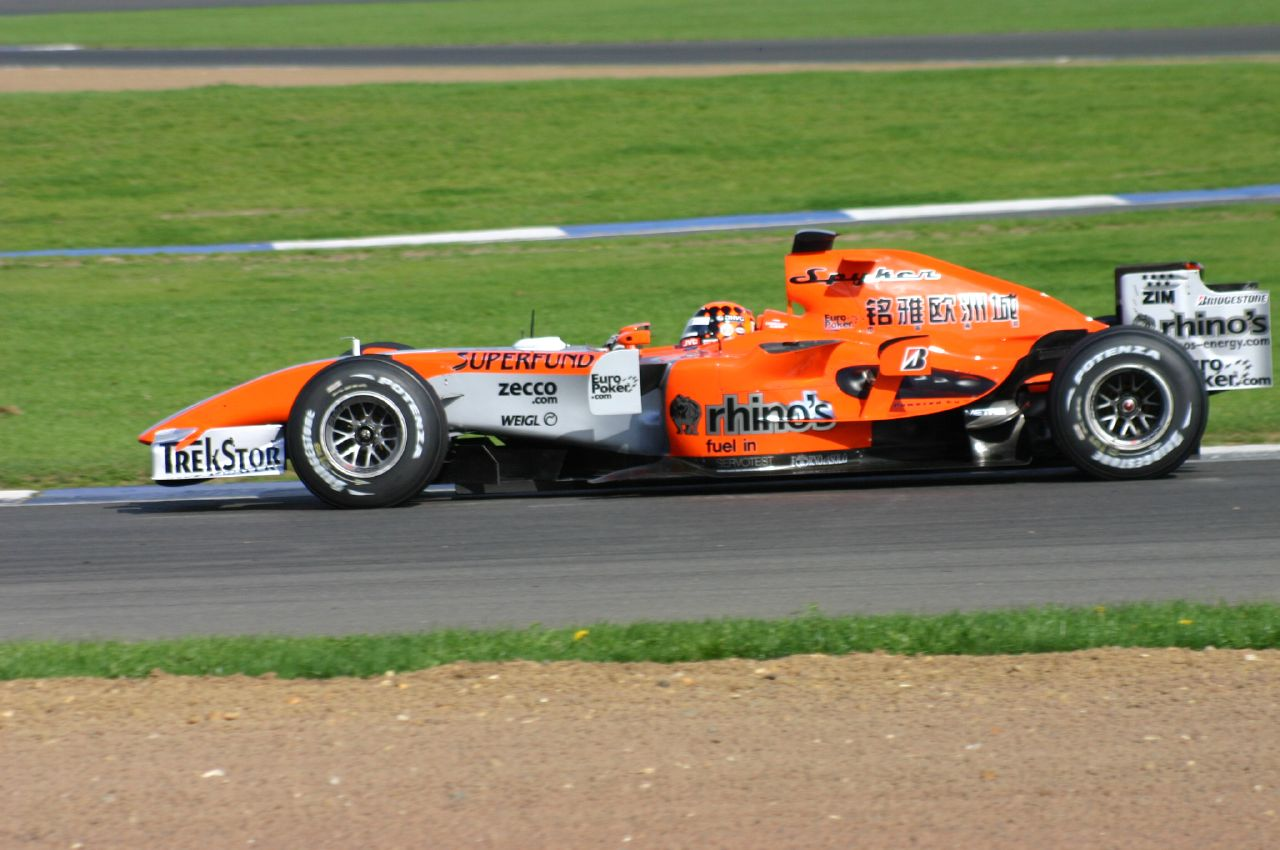
Albers ve Spykeru při testování v Silverstone.

V roce 2006 pak přestoupil do týmu Midland (později odkoupen holandskou společností a přejmenován na Spyker). Ale k dispozici měl opět velmi nekonkurenční auto tak žádný lepší výsledek nemohl očekávat. U týmu zůstává i v sezóně 2007. Na začátku července 2007 byl z týmu vyhozen, kvůli nedostatku sponzorských peněz pro tým. V Evropské Grand Prix ho nahradil Markus Winkelhock, ale od dalšího závodu v Maďarsku místo něj ve voze Spyker jezdil Sakon Jamamoto.

### Tituly
- 1997 Mistr Nizozemska( motokáry ICA 100cc)
- 1997 Mistr Nizozemska (Formule Ford)
- 1997 Mistr Belgie (Formule Ford)
- 1999 Mistr Německa (Formule 3)

## Kompletní výsledky ve formuli 1
| Legenda k tabulce | Legenda k tabulce                                                                       |
| Barva             | Výsledek                                                                                |
| ----------------- | --------------------------------------------------------------------------------------- |
| Zlatá             | Vítěz                                                                                   |
| Stříbrná          | 2. místo                                                                                |
| Bronzová          | 3. místo                                                                                |
| Zelená            | Bodované umístění                                                                       |
| Modrá             | Nebodované umístění                                                                     |
| Modrá             | Dokončil neklasifikován (NC)                                                            |
| Fialová           | Odstoupil (Ret)                                                                         |
| Červená           | Nekvalifikoval se (DNQ)                                                                 |
| Červená           | Nepředkvalifikoval se (DNPQ)                                                            |
| Černá             | Diskvalifikován (DSQ)                                                                   |
| Bílá              | Nestartoval (DNS)                                                                       |
| Bílá              | Závod zrušen (C)                                                                        |
| Světle modrá      | Pouze trénoval (PO)                                                                     |
| Světle modrá      | Páteční testovací jezdec (TD)                                                           |
| Bez barvy         | Netrénoval (DNP)                                                                        |
| Bez barvy         | Vyřazen (EX)                                                                            |
| Bez barvy         | Nepřijel (DNA)                                                                          |
| Bez barvy         | Odvolal účast (WD)                                                                      |
| Bez barvy         | Nezúčastnil se (prázdné)                                                                |
| Označení          | Význam                                                                                  |
| Tučnost           | Pole position                                                                           |
| Kurzíva           | Nejrychlejší kolo                                                                       |
| †                 | Jezdec nedojel do cíle, ale byl klasifikován, protože odjel více než 90 % délky závodu. |
| ‡                 | Byl udělován poloviční počet bodů, protože bylo odjeto méně než 75 % délky závodu.      |
| Horní index       | Umístění bodujících jezdců ve sprintu                                                   |

| Rok  | Tým                         | Vůz           | Motor                           | 1       | 2       | 3      | 4       | 5       | 6       | 7      | 8       | 9       | 10      | 11     | 12      | 13      | 14      | 15     | 16     | 17      | 18     | 19      | Body | Umístění  |
| ---- | --------------------------- | ------------- | ------------------------------- | ------- | ------- | ------ | ------- | ------- | ------- | ------ | ------- | ------- | ------- | ------ | ------- | ------- | ------- | ------ | ------ | ------- | ------ | ------- | ---- | --------- |
| 2005 | Minardi Cosworth            | Minardi PS04B | Cosworth CR-3L (CK2004) 3.0 V10 | AUS Ret | MAL 13  | BHR 13 |         |         |         |        |         |         |         |        |         |         |         |        |        |         |        |         | 4    | 19. místo |
| 2005 | Minardi Cosworth            | Minardi PS05  | Cosworth CR-7 (TJ2005) 3.0 V10  |         |         |        | SMR Ret | ESP Ret | MON 14  | EUR 17 | CAN 11  | USA 5   | FRA Ret | GBR 18 | GER 13  | HUN Ret | TUR 19  | ITA 11 | BEL 14 | BRA 14  | JPN 16 | CHN 16† | 4    | 19. místo |
| 2006 | MF1 Racing                  | Midland M16   | Toyota RVX-06 2.4 V8            | BHR Ret | MAL 12  | AUS 11 | SMR Ret | EUR 13  | ESP Ret | MON 12 | GBR 15  | CAN Ret | USA Ret | FRA 15 | GER DSQ | HUN 10  | TUR Ret |        |        |         |        |         | 0    | NC        |
| 2006 | Spyker MF1 Team             | Midland M16   | Toyota RVX-06 2.4 V8            |         |         |        |         |         |         |        |         |         |         |        |         |         |         | ITA 17 | CHN 15 | JPN Ret | BRA 14 |         | 0    | NC        |
| 2007 | Etihad Aldar Spyker F1 Team | Spyker F8-VII | Ferrari 056 2.4 V8              | AUS Ret | MAL Ret | BAH 14 | ESP 14  | MON 19† | CAN Ret | USA 15 | FRA Ret | GBR 15  | EUR     | HUN    | TUR     | ITA     | BEL     | JPN    | CHN    | BRA     |        |         | 0    | NC        |

## Výsledky z ostatních kategorií automobilového sportu
| Sezóna | Série                             | Tým                            | Vůz                         | Závody | Vítězství | Pole position | Podium | Body | Konečné umístění |
| 1997   | Motokáry ICA 100 cm³ (Nizozemsko) |                                |                             |        |           |               |        |      | 1. místo         |
| 1997   | Formule Ford 1800 (Nizozemsko)    |                                |                             |        |           |               |        |      | 1. místo         |
| 1997   | Formule Ford 1800 (Belgie)        |                                |                             |        |           |               |        |      | 1. místo         |
| 1998   | Formule 3 (Německo)               | Van Amersfort Racing           | Dallara F398-Opel           | 20     | 2         | 1             | 5      | 120  | 5. místo         |
| 1998   | Formule 3 (V. Británie)           | Opel Team BSR                  | Dallara F398-Opel           | 1      | 0         | 0             | 0      | 0    | -                |
| 1999   | Formule 3 (Německo)               | Opel Team BSR                  | Dallara F399-Opel           | 18     | 6         | 6             | 12     | 229  | 1. místo         |
| 1999   | Formule 3 (V. Británie)           | Opel Team BSR                  | Dallara F399-Opel           | 1      | 0         | 0             | 0      | 0    | -                |
| 2000   | FIA Formule 3000                  | European Formula Arrows Junior | Lola T99/50-Zytek           | 9      | 0         | 0             | 0      | 0    | -                |
| 2001   | DTM                               | Team Persson                   | Mercedes-Benz CLK           | 20     | 0         | 0             | 1      | 19   | 14. místo        |
| 2002   | DTM                               | Team Rosberg                   | Mercedes-Benz CLK (2001)    | 20     | 0         | 0             | 0      | 5    | 12. místo        |
| 2003   | DTM                               | AMG-Mercedes                   | Mercedes-Benz CLK           | 10     | 4         | 0             | 6      | 64   | 2. místo         |
| 2004   | DTM                               | AMG-Mercedes                   | Mercedes-Benz C-Klasse 2004 | 11     | 1         | 1             | 6      | 50   | 3. místo         |
| 2008   | DTM                               | Futurecom TME                  | Audi A4 DTM 2006            | 11     | 0         | 0             | 0      | 0    | 17. místo        |
|        | American Le Mans Series           | Audi Sport North America       |                             | 1      | 0         | 0             | 0      | 21   | 19. místo        |